# Долско
Долско (словен. Dolsko) — поселення в общині Дол-при-Любляні, Осреднєсловенський регіон, Словенія. 
Висота над рівнем моря: 264,8 м.